# Charles Rosen
Charles Rosen est un pianiste et musicologue américain né le 5 mai 1927 à New York et mort le  9 décembre 2012 dans sa ville natale. Il est l'élève de Moritz Rosenthal. Diplômé de littérature française à l'Université de Princeton, New Jersey, en 1949, il a fait ses débuts comme pianiste à New York en 1951. Il a enseigné à New York et à Berkeley, en Californie. Son œuvre musicologique exerce une grande influence sur le plan de l'analyse musicale et de la compréhension interne des styles, du classicisme viennois et du romantisme en particulier.

## Le pianiste
Enfant prodige, il entra à la Juilliard School à l'âge de sept ans, où il étudia de 1934 à 1938, puis à l'Université de Princeton. De 1938 jusqu'à la mort de son maître en 1945, il fut l’élève de Moriz Rosenthal, qui avait lui-même étudié avec Franz Liszt. Dans un entretien accordé au BBC Music Magazine, publié en juin 2007, Rosen cite également Josef Hofmann, qu’il put entendre dès l’âge de trois ans, comme étant le pianiste qui a exercé la plus grande influence sur son jeu. Rosen se souvient également d’avoir joué pour Leopold Godowsky, dès l’âge de sept ans. Godowsky lui ayant demandé ce qu’il souhaitait faire plus tard, il eut la surprise de s’entendre répondre : « Je veux être un pianiste comme Joseph Hofmann. » Rosen cite encore Arturo Toscanini parmi les maîtres qui l’ont influencé sur le plan de la continuité des voix secondaires.
Bien que peu diffusée en France, l’œuvre discographique de Charles Rosen est très importante, comportant aussi bien des enregistrements des dernières Sonates de Beethoven, que de ses Variations Diabelli ou de L'Art de la fugue de Jean-Sébastien Bach. On pourra se faire une idée du style de Rosen interprète romantique en écoutant le CD joint à son ouvrage sur la musique romantique, publié chez Gallimard en 2002.
C'est néanmoins à la musique du XXe siècle que Rosen s’est consacré avec le plus de succès comme interprète. Outre les Études de Debussy, il a enregistré des œuvres d’Igor Stravinsky et de Pierre Boulez, avec qui il a également donné l’intégrale des œuvres de Webern, toujours disponible en France. Son nom est en outre lié à l’œuvre d’Elliott Carter, dont il a créé plusieurs pièces et enregistré l’intégrale de l’œuvre pour piano.

## Le musicologue et l'analyste
Pianiste et musicologue, Rosen n’est pas un musicologue qui joue du piano, mais un pianiste dont la démarche consiste, dit-il, à « jouer – écouter – réfléchir » (La Génération romantique, p. 11). Rosen se définit avant tout comme un interprète, au double sens, du geste musical et de la réflexion.
« Théoricien dilettante » (Formes Sonate, p. 16), rétif à toute forme « d’industrie académique » de l’analyse (Aux Confins du sens, p. 18), la singularité de sa situation tient à son absence de formation universitaire musicologique (il est titulaire d’un Ph.D. de littérature française sur La Fontaine !), malgré l’importance quantitative et le retentissement international de son œuvre : le RILM (Répertoire international de littérature musicale) recense à ce jour (2009), plus de soixante-dix titres, textes originaux et traductions.
Largement autodidacte, il se réclame du musicologue Oliver Strunk, ou encore des commentaires analytiques de sir Donald Tovey. Son approche, qui ne renonce jamais à la subjectivité du jugement de valeur, a pu être rapprochée de celle d’un Joseph Kerman, ou encore de l’œuvre musicographique d’André Boucourechliev. Ses ouvrages, quoique immensément érudits, sont édités sans notes ni même bibliographie — quasi-provocation au regard des usages universitaires (pour la place paradoxale, au regard de sa notoriété, faite à son œuvre dans les ouvrages de recensions analytiques (cf. Bent et W. Drabkin., p. 125 ; J.-Ph. Guye, p. 101). En revanche, le “Schoenberg” excepté, ils présentent de larges et nombreux exemples des partitions analysées, permettant au lecteur musicien de s’y rapporter sans avoir recours à une bibliothèque musicale, nécessairement pléthorique. L’œuvre de Rosen, à mi-chemin entre musicologie et analyse, consiste avant tout en une recherche stylistique, s’appuyant sur des analyses précises, abondantes, mais considérées comme sans rigueur, car s'appuyant sur le langage, au regard d'une tradition anglo-saxonne très formalisée (Schenker et ses émules), dont il se défie largement, tout en cédant aussi peu, à l'inverse, à toute forme de détermination par la biographie. La musique, pour Rosen, est entièrement dans les notes. « Ne cherchez pas derrière les notes, elles sont elles-mêmes la doctrine », disait-il (paraphrasant Goethe) en conclusion de son essai Aux Confins du sens (p. 146). L’analyse, selon Rosen, est aussi éloignée d’une démarche scientifique positiviste, posant l’objet musical comme une forme désincarnée, que d’une démarche explicative, s'appuyant sur des processus psychiques, sociologiques, “poïétiques”, au sens donné à ce mot par Jean-Jacques Nattiez.

## Le Style classique,Formes sonate
Les deux ouvrages les plus marquants de Rosen sont sans doute Le Style classique et son complément Formes Sonate. Le premier aborde "l'économie" du style classique chez Haydn, Mozart et Beethoven, en termes de sentiment dramatique véhiculé par le langage musical lui-même. Le second, plus historique et spécialisé, étudie d’une part la genèse de la forme sonate durant la première moitié du XVIIIe siècle, à travers l’aria d’opéra ou la forme concertante, d’autre part le devenir de celle-ci à l’époque romantique, après la culmination du classicisme viennois.
Le Style classique offre un modèle de compréhension interne des œuvres des années 1760–1820, tant pour les auditeurs que pour les interprètes. Rosen rend sensible la structure musicale elle-même, la décrivant en termes d’énergie, de « dissonance »  ou de « résolution des tensions à grande échelle ». Il l’oppose aux formes du dernier baroque, dont il décrit les effets comme « cumulatifs ». Rosen étend le champ de la perception musicale, de l’ornemental à la structure. Ses analyses débouchent sur un modèle énergétique dont le propre est de permettre de vivre la forme, non comme un schéma descriptif extérieur, encore moins comme une norme à respecter, mais comme une expérience dynamique, solidaire du ressenti de l’interprète. Il lève ainsi toute contradiction entre forme et expression — analyse structurelle et analyse du détail. Les proportions elles-mêmes étant dotées d’un pouvoir expressif, la structure se fait intelligible aussi bien qu’émouvante, et d’autant plus émouvante qu’elle est intelligible. La culture de Rosen, humaniste et classique, lui permet ainsi de dépasser la contradiction apparente entre forme et expression.

## “La Génération romantique”
La Génération romantique, construit de manière moins rigoureuse que les ouvrages précédents, se présente comme la recollection de “fragments” (conférences prononcées à Harvard dans les années 1980). Contrairement au Style classique, il ne dégage pas de problématique centrale, mais, en conformité avec la moins grande homogénéité stylistique de la période étudiée (les années 1830-50), propose une dizaine d’études discontinues, reliées néanmoins par des fils conducteurs : le rôle de la sonorité et de la virtuosité, l’esthétique du fragment, les formes narratives, le contrepoint…
« Le romantisme n’est pas un style mais un projet », déclarait Rosen à Catherine Temerson (Plaisir de jouer, p. 44). En cohérence avec cette idée, La Génération romantique décrit moins un style homogène qu’une série d’innovations de langages, inscrites dans le geste musical lui-même. Il le fait une nouvelle fois au travers de très nombreux exemples, analysés à travers le prisme de l’interprète, lui permettant de rendre compte aussi bien des indications de pédale dans les Ballades de Chopin que d’innovations de doigtés chez Franz Liszt.
« Au "plaisir de la structure" constitutif, selon Rosen, du sentiment esthétique classique est substitué un "plaisir du son" (Génération romantique, p. 71), mettant la réalisation sonore, et donc l’interprète, au premier plan. D’où l’apparence d’analyses s’attachant davantage au niveau des figurations musicales, de leur mise en œuvre digitale, qu’à celui de la forme ou d’une pensée plus globale de la composition » (J.-Ph. Guye, p. 99).

## "Plaisir de jouer, plaisir de penser", "Aux Confins du sens"
Ces deux petits livres (ainsi, dans un autre genre, que le petit "Schoenberg", très accessible) peuvent permettre une excellente introduction à la conception de l’analyse et à la méthode de Rosen, pour qui ne voudrait ou ne pourrait entrer dans le détail nécessairement technique de ses trois grands ouvrages d'analyse stylistique.
« Exercice d’admiration » (J.-Ph. Guye, p. 101), l’analyse selon Rosen, vise au partage du sens ; à rendre le sensible intelligible, dans toute sa diversité. L’analyse veut « éclairer les procédés qui forment le contenu expressif même de l’œuvre. […] Analyser une œuvre, c’est envisager une interprétation idéale » (Plaisir de jouer, plaisir de penser, pp. 25 et 20). Parti de l’interprétation, l’analyste y revient donc amélioré, bonifié. En humaniste, héritier des Lumières et de l'Aufklärung, Rosen croit au rôle d’éclaireur de la raison : « L’analyse musicale ne fait qu’éclairer la jouissance » (op. cit., p. 63).
Le sens du détail, l’extrême érudition, le goût pour la citation et le rapprochement comparatif caractérisent le style analytique de Rosen ; mais aussi les jugements parfois péremptoires (il n’hésite pas à comparer la valeur des œuvres, ou à émettre des jugements que l’on peut trouver sévères sur tel ou tel compositeur — Berlioz, César Franck, Fauré…). Immensément doué lui-même et cultivé, il présuppose chez le musicien — interprète, analyste, auditeur — de semblables facultés, tant du côté de vastes possibilités perceptives (« l’extension dans le temps des facultés auditives », Style Classique, p. 497) que de ses capacités synthétiques : « La recherche — ou l’invention — d’une unité naturelle dans une collection d’objets distincts » (Génération romantique, p. 274).
Comme l’écrit J.-Ph. Guye, « l’œuvre de Rosen part du goût pour y retourner, sans jamais quitter le terrain de la pratique sensible. Elle confirme […] que le goût est bien, comme le disait Lautréamont, la forme suprême de l’intelligence » (Analyse musicale, no 42, p. 104).